# عبدالمجید القعود
عبدالمجید القعود (عربی: عبد المجيد القعود؛ زاده ۱۹۴۳) یک سیاستمدار اهل لیبی است. وی از ۲۹ ژانویه ۱۹۹۴ تا ۲۹ دسامبر ۱۹۹۷ نخست‌وزیر لیبی بود.